# Goodbye 2020
Goodbye 2020 was een Nederlands online festival die de jaarwisseling 2020 naar 2021 feestelijker probeerde te maken en jongeren thuis te houden. Het was een online evenement waar ruim 250 artiesten aan meewerkten.
Het festival was voornamelijk gericht op jongeren en jongvolwassenen, zodat die tijdens de jaarwisseling in huis bleven om de optredens te volgen. Via zo'n veertig verschillende streams konden mensen kiezen welke optredens ze wilden zien. De overheid droeg via de Nationaal Coördinator Terrorismebestrijding en Veiligheid (NCTV) een miljoen euro bij aan het online festival.

## Motief
Tijdens de coronacrisis, toen fysieke evenementen niet konden plaatsvinden, organiseerde Follow the Beat in samenwerking met de Rijksoverheid het Goodbye 2020 evenement om de jaarwisseling van 2020 naar 2021 leuker te maken. Het doel van dit project was om mensen tijdens de lockdown een leuke manier te bieden om de jaarwisseling te vieren. Goodbye 2020 trok uiteindelijk meer dan 650.000 kijkers, waarmee het een van de succesvolste initiatieven van die tijd werd.

## Concept en organisatie
Het online feest, waaraan de organisatoren van festivals als Dance Valley, Milkshake en Vunzige Deuntjes meewerkten, begon op 31 december om 16.00 uur en duurde tot 1 januari om 5.00 uur.
Het festival bestond uit verschillende stages, waar muziekstijlen als Nederlandstalig, trance, hiphop en techno aan bod kwamen, werden gehost door onder anderen Snelle, Broederliefde en Fedde le Grand.

## Resultaten
Goodbye 2020 heeft bij het event 650.000 online kijkers kunnen bereiken door middel van 250.000 stream verbindingen waaronder 50+ streams van festivals en artiesten. Tijdens deze streams waren er 250 verschillende artiesten. Er was geen downtime dus geen vervelende ervaring voor de gebruikers. Ook waren er 400+ publicaties in de binnenlandse media. Maar sinds de festivals weer toegankelijk zijn voor iedereen is het project niet meer van belang aangezien iedereen liever een festival in het echt bezoekt.